# Аллан Браун
Аллан Браун (англ. Allan Brown, нар. 12 жовтня 1926, Кенновей — пом. 19 квітня 2011, Блекпул) — шотландський футболіст, що грав на позиції півзахисника. По завершенні ігрової кар'єри — футбольний тренер.
Виступав за шотландський «Іст Файф» та англійські «Блекпул», «Лутон Таун», «Портсмут» та «Віган Атлетік», а також національну збірну Шотландії.

## Клубна кар'єра
У дорослому футболі дебютував 1944 року виступами за «Іст Файф», в якому провів шість сезонів, взявши участь у 62 матчах чемпіонату, а в 1948 і 1950 роках з клубом виграв Кубок шотландської ліги.
Своєю грою за цю команду привернув увагу представників тренерського штабу клубу «Блекпул», до складу якого приєднався 1950 року. Відіграв за клуб з Блекпула наступні шість сезонів своєї ігрової кар'єри. 1951 року Браун з командою він дійшов до фіналу Кубка Англії, але «помаранчеві» поступились 0:2 «Ньюкасл Юнайтеду». Через два роки команда таки виграла Кубок Англії, обігравши у фіналі 4:3 «Болтон Вондерерз». Щоправда в обох фіналах Браун участі не брав через травму. Більшість часу, проведеного у складі «Блекпула», Аллан основним гравцем і одним з головних бомбардирів команди, маючи середню результативність на рівні 0,43 голу за гру першості.
У лютому 1957 року за 8 тис. фунтів Браун перейшов у «Лутон Таун». У 1959 році Браун з «Лутон Таун» втретє в своїй кар'єрі виходить у фінал Кубка Англії. Цього разу Аллан вже зміг зіграти у вирішальному матчі, проте його команда поступилась «Ноттінгем Форесту» 1:2.
У березні 1961 року перейшов в «Портсмут», де провів ще два роки, допомігши команді у сезоні 1961/62 виграти Третій дивізіон та піднятись у Другий.
Завершив професійну ігрову кар'єру у «Віган Атлетіку», в якому протягом 1964–1966 років працював граючим тренером.

## Виступи за збірну
1950 року дебютував в офіційних матчах у складі національної збірної Шотландії.
У складі збірної був учасником чемпіонату світу 1954 року у Швейцарії.
Протягом кар'єри у національній команді, яка тривала 5 років, провів у формі головної команди країни 13 матчів, забивши 5 голів.

## Кар'єра тренера
Після завершення роботи в «Віган Атлетіку», 1966 року Браун очолив «Лутон Таун», який вивів з четвертого дивізіону, але був звільнений, коли стало відомо, що Аллан запропонував свої послуги «Лестер Сіті» після відставки Метта Гілліса. В команду Першого дивізіону Брауна не запросили і він залишився в Третьому, де допоміг утриматися «Торкі Юнайтед», після чого прийняв в четвертому дивізіоні «Бері», де також провів дуже плідний рік — до середини жовтня команда Аллана Брауна очолювала таблицю і внаслідок вирішила завдання виходу в третій дивізіон, але вже без свого наставника.
Восени 1973 року Аллан очолив «Ноттінгем Форест», який тренував до кінця 1975 року.
Наприкінці кар'єри був наставником «Саутпорта» та «Блекпула», який не зміг врятувати від вильоту в четвертий дивізіон.
Помер 19 квітня 2011 року на 85-му році життя у Блекпулі.